# Campeonato Mundial de Tiro con Arco al Aire Libre de 1931
El I Campeonato Mundial de Tiro con Arco al Aire Libre se celebró en Lwów (Polonia) en el año 1931 bajo la organización de la Federación Internacional de Tiro con Arco (FITA) y la Federación Polaca de Tiro con Arco.

## Medallistas
| Evento                  | Oro                                                   | Plata                                                     | Bronce                                                        |
| ----------------------- | ----------------------------------------------------- | --------------------------------------------------------- | ------------------------------------------------------------- |
| Arco recurvo individual | Michał Sawicki · Polonia                              | Janina Kurkowska · Polonia                                | René Allexandre Francia                                       |
| Arco recurvo por equipo | René Allexandre Gaston Quentin Gaston Ducatel Francia | Michał Sawicki · Jan Choina · Zbigniew Kosiński · Polonia | Janina Kurkowska · Marja Krolówna · Irena Stefańska · Polonia |

## Medallero
| Núm. | País    | Oro | Plata | Bronce | Total |
| ---- | ------- | --- | ----- | ------ | ----- |
| 1    | Polonia | 1   | 2     | 1      | 4     |
| 2    | Francia | 1   | 0     | 1      | 2     |
|      | TOTAL   | 2   | 2     | 2      | 6     |